# Edward Clarke

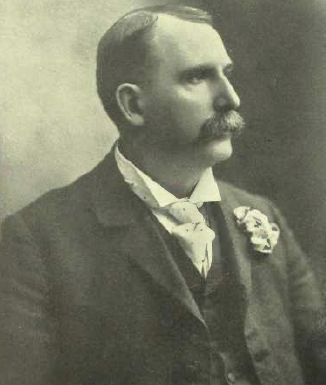
Edward F. Clarke

Edward Frederick Clarke (* 24. April 1850 in Bailieborough, County Cavan, Irland; † 3. März 1905 in Toronto) war ein kanadischer Journalist, Politiker und der 26. Bürgermeister von Toronto.

## Leben
Edward Clarke war der Sohn des Iren Richard Clarke und wanderte 1864 nach dem Tod seines Vaters nach Toronto ein. Er ging zunächst als Drucker in die Lehre der Torontoer Zeitung The Globe und arbeitete später bei The Toronto Mail – beide Zeitungen fusionierten später zur The Globe and Mail. 1872 gehörte er zu den führenden Figuren bei einem Streik der Drucker. 1884 heiratete er Charlotte Elizabeth Scott. In den Jahren 1886 bis 1894 repräsentierte er Toronto in der Legislativversammlung von Ontario und war in den Jahren 1896 bis 1904 und 1904 bis 1905 Mitglied des kanadischen Unterhauses. Von Januar 1888 bis Januar 1892 bekleidete er das Amt des Bürgermeisters von Toronto.  Clarke war Mitglied der Konservativen Partei Kanadas. Er war außerdem Direktor bei der Lebensversicherungsgesellschaft Excelsior Life Insurance Company.